# Shiro Koshinaka
Shiro Koshinaka (越中 詩郎, Koshinaka Shirō) est un catcheur japaonais, ayant catché à la All Japan Pro Wrestling, New Japan Pro Wrestling et Wrestle Association « R » durant les années 1980 et 1990.

## Carrière

### All Japann Pro Wrestling
En octobre 2000, Koshinaka bat Johnny Smith (11:52) pour le tournoi AJPW Triple Crown Champion, mais perd au tour suivant face à Toshiaki Kawada.

### New Japan Pro Wrestling
En 1985, il débarque à la NJPW.Le 6 février 1986, il est le premier IWGP Junior Heavyweight Championship en battant The Cobra en finale du tournoi, à 3 reprises il s'empare du titre.
Le 20 mars 1987, Koshinaka et Keiji Mutoh se lancent dans le tournoi pour le titre IWGP Tag Team Championship qui a été mis vacant, en finale ils rencontrent Akira Maeda et Nobuhiko Takada pour remporter les ceintures. 6 jours plus tard face à la même équipe ils perdent le titre.
En 1988, il participe au Top of the Super Juniors, un tournoi comprenant 12 catcheurs, Koshinaka rencontre pour remporter le titre, le jeune Owen Hart le 24 juin.
En 1998, Koshinaka fait équipe avec Genichiro Tenryu, 15 juillet ils remportent le titre IWGP Tag Team Championship sur Hiroyoshi Tenzan et Masahiro Chono. Le 4 janvier 1999, ils perdent les ceintures face à Hiroyoshi Tenzan et Satoshi Kojima. Quelques mois plus tard, le 22 mars 1999 il fait équipe avec la star de la NJPW Kensuke Sasaki et récupère le titre par équipe. Le 27 juin, l'équipe fait face à Michiyoshi Ohara et Tatsutoshi Goto qui remportent le titre.

### Pro Wrestling ZERO1-MAX & Wrestle Association « R »
Il fait équipe avec Takao Ōmori pour remporter les ceintures NWA Intercontinental Tag Team Championship sur Shinjiro Otani & Masato Tanaka au Embers Tour le 19 février 2004 à Tokyo. Le 17 juin 2004, ils perdent le titre face à Yoshiaki Fujiwara & Shinya Hashimoto.

## Palmarès et accomplissements
- New Japan Pro Wrestling
  - IWGP Junior Heavyweight Championship (3 fois)
  - IWGP Tag Team Championship (3 fois)1 - avec Keiji Mutoh (1), Genichiro Tenryu (1) et Kensuke Sasaki (1)
  - Top of the Super Juniors (1988)
- Power Slam
  - PS 50 : 1996/38
- Pro Wrestling Illustrated
  - Classé 156e des 500 meilleurs catcheurs en 2003
- Pro Wrestling ZERO1-MAX
  - NWA Intercontinental Tag Team Championship (1 fois) - avec Takao Ōmori
- Wrestle Association « R »
  - WAR World Six-Man Tag Team Championship (1 fois) - avec Tatsutoshi Goto et Michiyoshi Ohara